# Volkswagen Motor Polska
Die Volkswagen Motor Polska Sp. z o.o. (Internes Kürzel VW MP) ist eine Tochtergesellschaft des Volkswagen-Konzerns. Im polnischen Polkowice wurde 1998 für 120 Mill. USD ein neues Werk für die Fertigung von Dieselmotoren errichtet. Das Gelände gehört zur Liegnitzer Wirtschaftssonderzone Medard de Noblat.
Inzwischen ist das Werk der größte Produzent für 1,9l-TDI-Motoren im VW-Konzern neben Audi in Győr und dem Volkswagenwerk Salzgitter. Ende 2014 beschäftigte es 1.331 Mitarbeiter. Vorsitzender der Geschäftsführung und für den Aufbau des Werkes verantwortlich war von 1998 bis Januar 2004 Burkhard Welkener. Sein Nachfolger wurde Andreas Klinge.